# Vettavalam
Vettavalam är en ort i Indien.   Den ligger i distriktet Tiruvannamalai och delstaten Tamil Nadu, i den södra delen av landet, 1 800 km söder om huvudstaden New Delhi. Vettavalam ligger 158 meter över havet och antalet invånare är 13 808.
Terrängen runt Vettavalam är platt åt sydväst, men åt nordost är den kuperad. Runt Vettavalam är det tätbefolkat, med 511 invånare per kvadratkilometer. Närmaste större samhälle är Tirukkoyilur, 16,3 km söder om Vettavalam. Omgivningarna runt Vettavalam är en mosaik av jordbruksmark och naturlig växtlighet.